# Jokūbava (gmina Kowarsk)
Jokūbava (hist., pol. Jakubów, Jakubiszki) – wieś na Litwie położona w rejonie oniksztyńskim okręgu uciańskiego, 18 km na południowy zachód od Onikszt.

## Historia

### Własność
Od co najmniej połowy XIX wieku majątek należał do rodziny Sobolewskich lub rodziny Belcewiczów. W 1905 roku dobra te, o powierzchni 360 ha, kupiło małżeństwo Henryka Brzozowskiego h. Korab (~1874–1947) i Jadwigi z Kontowtów (~1878–1968). Byli oni właścicielami Jakubowa do 1940 roku. Ich syn Mieczysław (1903–1940) zginął w Charkowie.

### Przynależność administracyjna
| rok  | liczba ludności |
| ---- | --------------- |
| 1902 | 59              |
| 1923 | 61              |
| 1959 | 109             |
| 1970 | 85              |
| 1979 | 48              |
| 1989 | 25              |
| 2001 | 6               |
| 2011 | 3               |

- W I Rzeczypospolitej – w powiecie wiłkomierskim województwa wileńskiego Rzeczypospolitej[1];
- po III rozbiorze Polski (od 1795 roku) majątek należał do gminy Kowarsk w powiecie wiłkomierskim (ujeździe) guberni wileńskiej (w latach 1797–1801 guberni litewskiej), a od 1843 roku guberni kowieńskiej Imperium Rosyjskiego[2];
- od 1922 roku wieś należy do Litwy, która w okresie 1940–1990, jako Litewska Socjalistyczna Republika Radziecka, wchodziła w skład ZSRR.

## Dwór

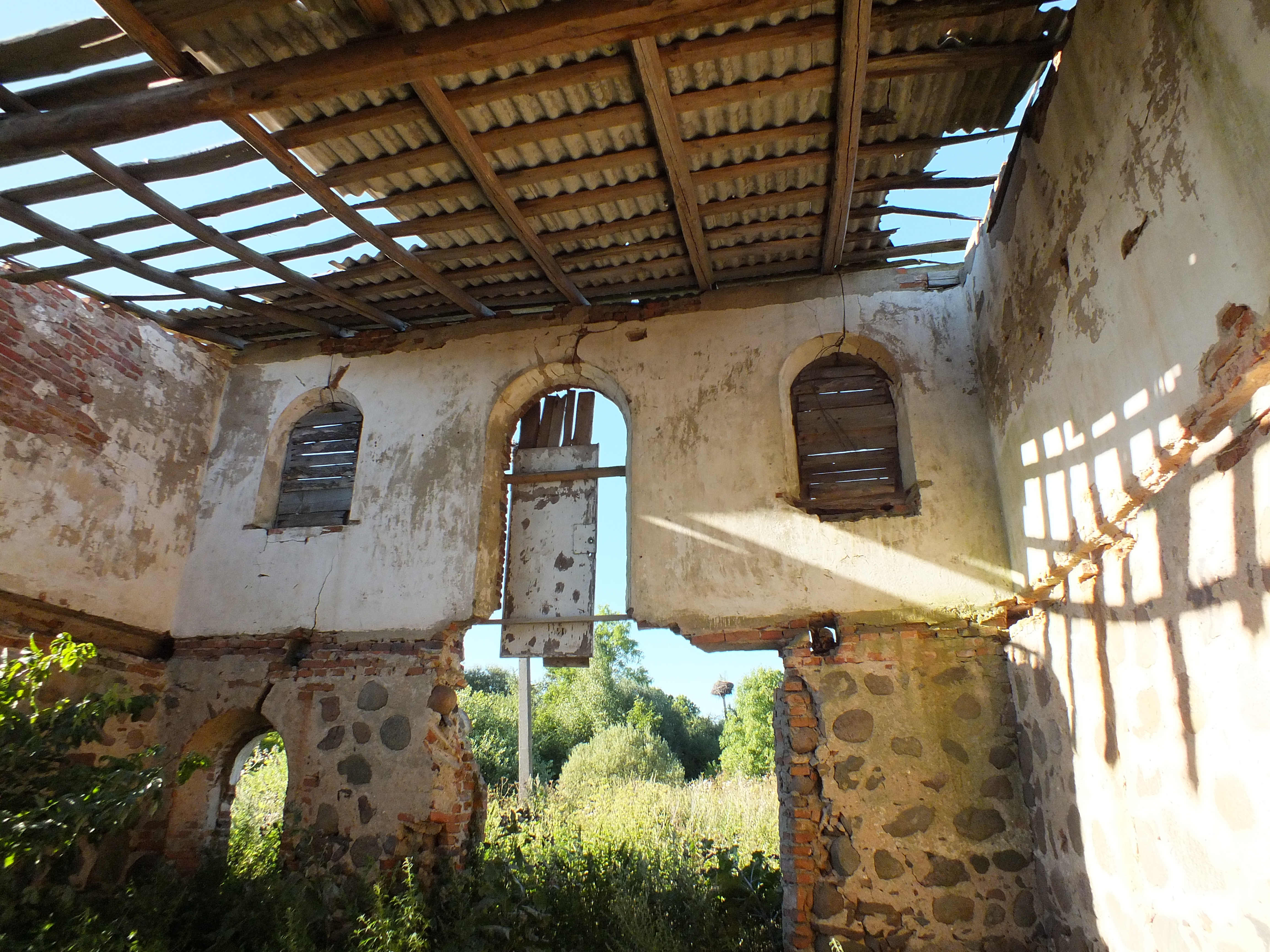
Współczesny stan dworu (2015)

Istniejący tu w XIX i pierwszej połowie XX wieku modrzewiowy, nietynkowany dwór był domem parterowym, dziewięcioosiowym, przykryty wysokim czterospadowym dachem krytym gontem. Trójosiowa środkowa część była zaznaczona portykiem o sześciu kolumnach wspartych na wysokich, murowanych cokołach, podpierających belkowanie i masywny trójkątny fronton z półokrągłym oknem. Od tyłu dwie skrajne osie miały każda po krótkim skrzydle. Na lewo od dworu stała oficyna i inne budynki gospodarcze. Dwór stał wśród dużego (około 2 ha) ogrodu spacerowego poprzecinanego alejami, obsadzonego drzewami liściastymi i iglastymi.
Od 1992 roku ruiny dworu i zabudowań folwarcznych znajdują się w rejestrze zabytków Litwy.
Majątek Jakubów został opisany w 4. tomie Dziejów rezydencji na dawnych kresach Rzeczypospolitej Romana Aftanazego.